# Ревефенацин
Ревефенацин - ингаляционный раствор для лечения хронической обструктивной болезни легких. Одобрен для применения: США (2018).

## Механизм действия
Антагонист мускариновых рецепторов длительного действия. Обладает одинаковым сродством к различным подтипам мускариновых рецепторов от М1 до M5.

## Показания
ХОБЛ.

## Противопоказания
Гиперчувствительность.

## Форма выпуска
Ингаляционный раствор для применения в небулайзерах.

## Режим дозирования
Ингаляционно с помощью небулайзера, по 1 капсуле в сутки в одно и то же время.